# Pedicia cockerelli
Pedicia cockerelli är en tvåvingeart som beskrevs av Alexander 1925. Pedicia cockerelli ingår i släktet Pedicia och familjen hårögonharkrankar. Inga underarter finns listade i Catalogue of Life.